# Eberhard Adolph Friedrich von Lenthe
Eberhard Adolph Friedrich von Lenthe oder Eberhard Adolf Friedrich von Lenthe (geboren 1739; gestorben 1787) war ein deutscher Offizier.

## Leben
Der während der Personalunion zwischen Großbritannien und Hannover im Kurfürstentum Braunschweig-Lüneburg geborene von Lenthe war Sohn des Juristen Albrecht Friedrich von Lenthe.
Kurz vor Beginn des Siebenjährigen Krieges trat von Lenthe im Alter von etwa 16 Jahren 1755 als Cornett dem Kavallerie-Regiment 2B der kurhannoverschen Armee bei. Nach seiner Ernennung zum Leutnant 1757 wurde er 1759 Kapitänleutnant, 1760 Rittmeister im Grenadierkorps und als solcher 1763 zum Garde-Regiment beordert.
Ab 1768 wirkte er als Major und Flügeladjutant. Im Folgejahr 1769 heiratete er Elisabeth von Münchhausen (1749–1831), Tochter des hannoverischen Oberhauptmanns Otto von Münchhausen und spätere Oberhofmeisterin der Erbprinzessin und späteren Fürstin von Thurn und Taxis auf Schloss Taxis.
Ab 1777 diente Eberhard Adolph Friedrich von Lenthe als Oberstleutnant im Generalstab, bevor er 1782 in den Rang eines Oberst erhoben wurde. Er starb 1787 im Alter von nur etwa 48 Jahren; seine Witwe überlebte ihn um rund 44 Jahre.